# Berliner Elektromobil- und Akkumulatoren Fiedler
Berliner Elektromobil- und Akkumulatoren GmbH Fiedler war ein deutscher Hersteller von Automobilen.

## Unternehmensgeschichte
Das Unternehmen aus Berlin begann 1899 mit der Produktion von Automobilen. Der Markenname lautete Fiedler. 1900 endete die Produktion.

## Fahrzeuge
Das Unternehmen stellte Fahrzeuge mit Elektromotoren her. Viele Fahrzeuge wurden als Lieferwagen karosseriert. Das Kaufhaus Tietz (später Hertie) gehörte zu den Abnehmern. Daneben gab es auch Taxis und Personenwagen.